# Fernando Arévalo
Fernando Arévalo Gómez (Ubaté, Cundinamarca; 26 de junio de 1957) es un libretista, actor, productor y director colombiano. Reconocido por ser uno de los primeros actores de Colombia, por casi siempre encarnar papeles en su mayoría de comedía.

## Filmografía

### Televisión
| Año       | Título                        | Personaje                                |
| --------- | ----------------------------- | ---------------------------------------- |
| 2024      | Secuestro del vuelo 601       | Manuel Ordoñez                           |
| 2023      | Romina poderosa               | Rubén Granados                           |
| 2022      | Hasta que la plata nos separe | Don Gastón Pardo                         |
| 2021      | Lala's Spa                    | Don Salomón                              |
| 2019      | Las muñecas de la mafia 2     | Juez Rocha                               |
| 2018-2019 | La ley del corazón 2          | Marcial Mahecha                          |
| 2018      | Paraíso Travel                | Guillermo                                |
| 2017      | La Nocturna                   | Don Tulio                                |
| 2016      | La niña                       | Padre Rivas                              |
| 2015-2016 | Las hermanitas Calle          | Roncancio                                |
| 2015      | Narcos                        | Julio César Turbay                       |
| 2015      | Esmeraldas                    | Tito                                     |
| 2015      | La tusa                       |                                          |
| 2013-2014 | Los graduados                 | Elías Torres                             |
| 2012-2013 | Corazones blindados           | Sargento Mayor Oscar 'El Loco' Domínguez |
| 2011      | El Joe, la leyenda            | Polo                                     |
| 2010-2013 | A mano limpia                 | Don Álvaro Araque                        |
| 2008-2009 | La quiero a morir             | Claudio Díaz Granados                    |
| 2008      | El cartel                     | Julio Trujillo                           |
| 2007-2008 | Pocholo                       | Rector Mauricio Acuña                    |
| 2007-2008 | Pura sangre                   | Dr. Rodolfo Ortegón                      |
| 2007      | Cómplices                     |                                          |
| 2006      | La ex                         | Eddy                                     |
| 2005-2006 | Juegos prohibidos             | Arcesio Márquez                          |
| 2004-2005 | La saga, negocio de familia   | Casimiro Ruiz / Facundo                  |
| 2002-2004 | Pecados capitales             | Aníbal                                   |
| 2001-2003 | Pedro el escamoso             | Gustavo Angarita                         |
| 2001      | Amor a mil                    | Roberto Gordillo                         |
| 1999-2000 | ¿Por qué diablos?             |                                          |
| 1996-1998 | Fuego verde                   |                                          |
| 1991      | Los victorinos                |                                          |

### Programas
| Año  | Título                                 | Rol      |
| ---- | -------------------------------------- | -------- |
| 2021 | El lavadero 2.0: La esquina del chisme | El mismo |

### Cine
| Año  | Título                      | Personaje    |
| ---- | --------------------------- | ------------ |
| 2022 | Sana que sana               |              |
| 2018 | Amalia, la secretaria       | Hernandito   |
| 2017 | Sin mover los labios        | Presentador  |
| 2015 | Siempreviva                 | Dr. Carlos   |
| 2015 | Antes del fuego             |              |
| 2011 | Gordo, calvo y bajito       | Mr. Enríquez |
| 2008 | Ni te cases ni te embarques |              |
| 2007 | Te amo Ana Elisa            | El pastor    |
| 2006 | Las cartas del gordo        | Arevalo      |
| 2005 | Mi abuelo, mi papá y yo     |              |
| 2004 | La esquina                  |              |
| 2003 | El carro                    | Amilkar      |
| 2001 | La pena máxima              | Don Pedro    |
| 1999 | Es mejor ser rico que pobre |              |
| 1997 | La deuda                    | Policía      |

## Teatro
| Año  | Título                 | Director         |
| ---- | ---------------------- | ---------------- |
|      |                        |                  |
| 2022 | Perfectos Desconocidos | Jorge Hugo Marín |
| 2016 | Burundanga             | Javier Méndez    |
| 2015 | Burundanga             | Diego Trujillo   |